# قائمة أبراج المملكة المتحدة

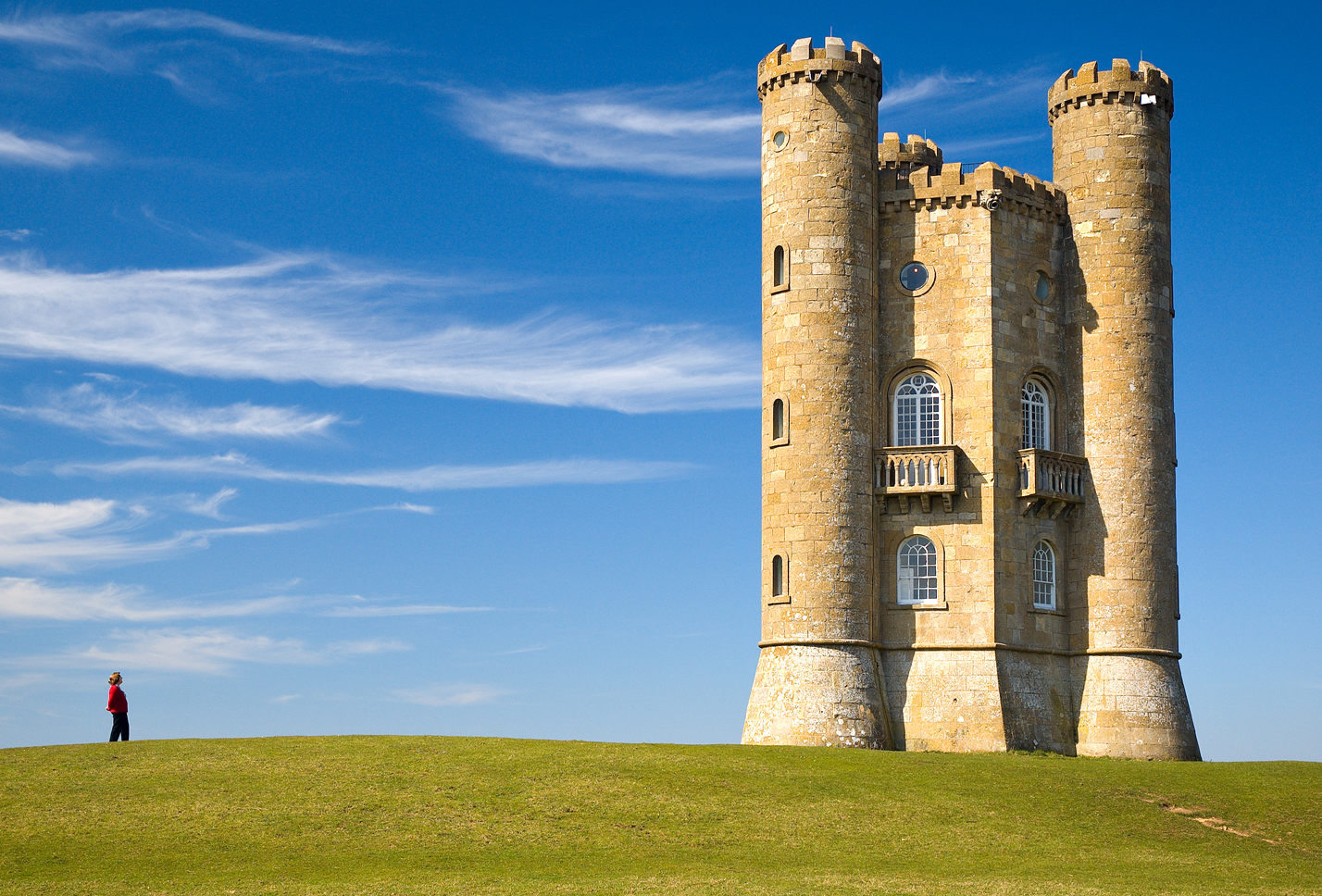
برج برودواي

البرج هو بناء مرتفع عن مستوى المباني السكنية، ينشأ لأهداف جمالية أو دفاعية أو كبرج للاتصالات الهاتفية وغيرها.

## قائمة أبراج المملكة المتحدة
تحتوي هذه القائمة على أسماء أبراج في المملكة المتحدة.
- البرج الأبيض
- برج برودواي
- برج بي تي
- برج لندن
- بيغ بن
- ليتل بن
- منارة بيل روك
- قلعة كارديف
- مستشفى ويتشرش